# Itapirapuã (kommun)
Itapirapuã är en kommun i Brasilien.   Den ligger i delstaten Goiás, i den centrala delen av landet, 300 km väster om huvudstaden Brasília. Antalet invånare är 7 851.
Följande samhällen finns i Itapirapuã:
- Itapirapuã

Omgivningarna runt Itapirapuã är huvudsakligen savann. Runt Itapirapuã är det glesbefolkat, med 9 invånare per kvadratkilometer.